# Арау
Арау (фр. Aarau, итал. Aarau) је град у северној Швајцарској и главни град истоименог кантона Аргау.

## Природне одлике
Арау се налази у северном делу Швајцарске, близу границе са Немачком - 20 km северно од града. Од најближег већег града, Цириха град је удаљен 50 km западно.
Рељеф: Арау се налази у области плодне и густо насељене Швајцарске висоравни. Град је смештен у долини реке Ар, на 380 метара надморске висине. Северозападно од града издижу се планине Јуре.
Клима: Клима у Арауу је умерено континентална.
Воде: Кроз Арау протиче река Ар. Она дели град на јужни и северни део.

## Историја
Подручје Арауа је било насељено још у време праисторије и Старог Рима, али није имало велики значај.
Данашње насеље са датим називом први пут се спомиње 1240. године као посед војвода од Кибурга. Већ 1256. оно се назива градом. Ускоро дата војводска лоза изумире и наслеђе прелази на Хабзбурговце. Међутим, војводство Берн је већ 1415. преотело град и околину. Оно је господарило Арауом следећих неколико векова и под утицајем Берна је уведена протестантска вера у 16. веку.
Током 18. века Арау се почиње развијати и јачати економски. Тада је град постао важно текстилно средиште. Тада град добија одлике значајнијег насеља.
Године 1798. Наполеон је од Арауа направио главни град њему марионетске Хелветске републике. Тиме је Арау постао прва престоница целог данашњег простора Швајцарске. Ускоро је положај главног града предат Луцерну. 1813. ова државна творевина се распала.
После тога град се наставио развијати на свим пољима. Ово благостање града се задржало до дан-данас.

## Становништво
Године 2008. Арау је имао око 19.000 становника, што је дупло више него пре једног века. Од тога приближно 19,8% су страни држављани.
Језик: Швајцарски Немци чине традиционално становништво града и немачки језик је званични у граду и кантону. Међутим, градско становништво је током протеклих неколико деценија постало веома шаролико, па се на улицама Арауа чују бројни други језици. Тако данас немачки говори 84,5% градског становништва, а прате га италијански (3,3%) и српскохрватски језик (2,9%).
Вероисповест: Месни Немци су у 16. веку прихватили протестантизам. Међутим, последњих деценија у граду се знатно повећао удео римокатолика. Данашњи верски састав града је: протестанти 49,7%, римокатолици 33,0%, а потом следе атеисти, муслимани, православци.

## Галерија слика
- Стара капија на улазу у стари Арау
- Стара градска улица
- Градска кућа
- Торањ градске цркве